# Jason York
Jason York (né le 20 mai 1970 à Nepean dans la province d'Ontario au Canada) est un joueur professionnel canadien de hockey sur glace. Il évoluait au poste de défenseur.
Il est actuellement analyste sur la chaîne Sportsnet pour les Canadiens de Montréal ainsi que sur le programme Hockey Night in Canada.

## Biographie
Sélectionné par les Red Wings de Détroit au repêchage d'entrée dans la LNH 1990, York a joué au niveau junior dans la Ligue de hockey de l'Ontario pour les Steelhawks de Hamilton, les Spitfires de Windsor et les Rangers de Kitchener. 
Chez les professionnels, malgré ses bonnes performances dans la Ligue américaine de hockey avec les Red Wings de l'Adirondack, il ne parvient pas à se faire une place comme régulier avec l'équipe de Détroit, si bien qu'il est échangé durant la saison 1994-1995 aux Mighty Ducks d'Anaheim.
Après une saison entière avec les Mighty Ducks, il est échangé peu avant le début de la saison 1996-1997 aux Sénateurs d'Ottawa et passe cinq saisons avec l'équipe. Il retourne avec les Mighty Ducks après avoir signé avec eux durant l'été 2001 puis passe deux saisons avec les Predators de Nashville avant qu'un lock-out vient annuler la saison 2004-2005.
En 2005, il décide d'aller jouer en Suisse après avoir signé avec le HC Lugano et aide l'équipe à remporter le championnat après avoir vaincu le HC Davos en finale. En 2006, il retourne dans la LNH en signant avec les Bruins de Boston. Sa saison a été limitée par une blessure au genou et n'a joué que 49 matchs.

## Statistiques
| Saison     | Équipe                     | Ligue      |     | Saison régulière | Saison régulière | Saison régulière | Saison régulière | Saison régulière |   | Séries éliminatoires | Séries éliminatoires | Séries éliminatoires | Séries éliminatoires | Séries éliminatoires |
| Saison     | Équipe                     | Ligue      | PJ  | B                | A                | Pts              | Pun              | PJ               | B | A                    | Pts                  | Pun                  |                      |                      |
| 1986-1987  | Bears de Smiths Falls      | CJHL       | 46  | 6                | 13               | 19               | 86               | -                | - | -                    | -                    | -                    |                      |                      |
| 1987-1988  | Steelhawks de Hamilton     | LHO        | 58  | 4                | 9                | 13               | 110              | 8                | 0 | 0                    | 0                    | 8                    |                      |                      |
| 1988-1989  | Spitfires de Windsor       | LHO        | 65  | 19               | 44               | 63               | 105              | 4                | 2 | 1                    | 3                    | 8                    |                      |                      |
| 1989-1990  | Spitfires de Windsor       | LHO        | 39  | 9                | 30               | 39               | 38               | -                | - | -                    | -                    | -                    |                      |                      |
| 1989-1990  | Rangers de Kitchener       | LHO        | 25  | 11               | 25               | 36               | 17               | 17               | 3 | 19                   | 22                   | 10                   |                      |                      |
| 1990-1991  | Spitfires de Windsor       | LHO        | 66  | 13               | 80               | 93               | 40               | 11               | 3 | 10                   | 13                   | 12                   |                      |                      |
| 1991-1992  | Red Wings de l'Adirondack  | LAH        | 49  | 4                | 20               | 24               | 32               | 5                | 0 | 1                    | 1                    | 0                    |                      |                      |
| 1992-1993  | Red Wings de l'Adirondack  | LAH        | 77  | 15               | 40               | 55               | 86               | 11               | 0 | 3                    | 3                    | 18                   |                      |                      |
| 1992-1993  | Red Wings de Détroit       | LNH        | 2   | 0                | 0                | 0                | 0                | -                | - | -                    | -                    | -                    |                      |                      |
| 1993-1994  | Red Wings de l'Adirondack  | LAH        | 74  | 10               | 56               | 66               | 98               | 12               | 3 | 11                   | 14                   | 22                   |                      |                      |
| 1993-1994  | Red Wings de Détroit       | LNH        | 7   | 1                | 2                | 3                | 2                | -                | - | -                    | -                    | -                    |                      |                      |
| 1994-1995  | Red Wings de l'Adirondack  | LAH        | 5   | 1                | 3                | 4                | 4                | -                | - | -                    | -                    | -                    |                      |                      |
| 1994-1995  | Red Wings de Détroit       | LNH        | 10  | 1                | 2                | 3                | 2                | -                | - | -                    | -                    | -                    |                      |                      |
| 1994-1995  | Mighty Ducks d'Anaheim     | LNH        | 15  | 0                | 8                | 8                | 12               | -                | - | -                    | -                    | -                    |                      |                      |
| 1995-1996  | Mighty Ducks d'Anaheim     | LNH        | 79  | 3                | 21               | 24               | 88               | -                | - | -                    | -                    | -                    |                      |                      |
| 1996-1997  | Sénateurs d'Ottawa         | LNH        | 75  | 4                | 17               | 21               | 67               | 7                | 0 | 0                    | 0                    | 4                    |                      |                      |
| 1997-1998  | Sénateurs d'Ottawa         | LNH        | 73  | 3                | 13               | 16               | 62               | 7                | 1 | 1                    | 2                    | 7                    |                      |                      |
| 1998-1999  | Sénateurs d'Ottawa         | LNH        | 79  | 4                | 31               | 35               | 48               | 4                | 1 | 1                    | 2                    | 4                    |                      |                      |
| 1999-2000  | Sénateurs d'Ottawa         | LNH        | 79  | 8                | 22               | 30               | 60               | 6                | 0 | 2                    | 2                    | 2                    |                      |                      |
| 2000-2001  | Sénateurs d'Ottawa         | LNH        | 74  | 6                | 16               | 22               | 72               | 4                | 0 | 0                    | 0                    | 4                    |                      |                      |
| 2001-2002  | Mighty Ducks d'Anaheim     | LNH        | 74  | 5                | 20               | 25               | 60               | -                | - | -                    | -                    | -                    |                      |                      |
| 2002-2003  | Mighty Ducks de Cincinnati | LAH        | 4   | 3                | 2                | 5                | 8                | -                | - | -                    | -                    | -                    |                      |                      |
| 2002-2003  | Predators de Nashville     | LNH        | 74  | 4                | 15               | 19               | 52               | -                | - | -                    | -                    | -                    |                      |                      |
| 2003-2004  | Predators de Nashville     | LNH        | 67  | 2                | 13               | 15               | 64               | 6                | 0 | 3                    | 3                    | 4                    |                      |                      |
| 2005-2006  | HC Lugano                  | LNA        | 34  | 3                | 17               | 20               | 122              | 16               | 1 | 3                    | 4                    | 8                    |                      |                      |
| 2006-2007  | Bruins de Boston           | LNH        | 49  | 1                | 7                | 8                | 32               | -                | - | -                    | -                    | -                    |                      |                      |
| Totaux LNH | Totaux LNH                 | Totaux LNH | 757 | 42               | 187              | 229              | 621              | 34               | 2 | 7                    | 9                    | 25                   |                      |                      |

## Trophées et honneurs personnels
- 1991-1992 : champion de la Coupe Calder avec les Red Wings de l'Adirondack.
- 1993-1994 : nommé dans la première équipe d'étoiles de la LAH.
- 2005-2006 : champion de Suisse avec le HC Lugano.

## Transactions en carrière
- Repêchage de 1990 : repêché par les Red Wings de Détroit au septième tour, 129e rang.
- 4 avril 1995 : échangé par les Red Wings aux Mighty Ducks d'Anaheim avec Mike Sillinger contre Stu Grimson, Mark Ferner et un choix de sixième tour au repêchage de 1996 (Magnus Nilsson).
- 1er octobre 1996 : échangé par les Mighty Ducks aux Sénateurs d'Ottawa avec Shaun Van Allen contre Ted Drury et Marc Moro.
- 3 juillet 2001 : signe en tant qu'agent libre avec les Mighty Ducks d'Anaheim.
- 23 octobre 2002 : échangé par les Mighty Ducks aux Predators de Nashville contre des considérations futures.
- 19 septembre 2005 : signe en tant qu'agent libre avec le HC Lugano dans la Ligue nationale A.
- 21 juillet 2006 : signe en tant qu'agent libre avec les Bruins de Boston.